# Vladimír Lesák
Vladimír Lesák (27. září 1934, Ústí nad Orlicí –⁠ 29. listopadu 1994, Hradec Králové) byl český historik, archivář a vysokoškolský pedagog.

## Životopis
Vladimír Lesák se narodil 27. září 1934 v Ústí nad Orlicí. V letech 1944 až 1952 vystudoval gymnázium v Hradci Králové a poté přešel na Filozofickou fakultu Univerzity Karlovy. V letech 1959 až 1960 působil ve Vlastivědném ústavu Olomouc a od roku 1960 působí ve Státním archivu v Třeboni. V roce 1962 nastoupil jako odborný asistent na katedru historie Pedagogické fakulty v Hradci Králové. Během pražského jara se zapojil do obrodných procesů a podporoval studentské aktivity. Za to byl během normalizačních čistek v roce 1970 vyloučen z KSČ. Ve stejném roce se mu povedlo získat doktorát na Filozofické fakultě Univerzity Palackého.
Jako nositel pravicového oportunismu byl Lesák v letech 1971–1972 přeložen do knihovny Pedagogické fakulty, nakonec byl z fakulty vyhozen. Následně vystřídal několik dělnických zaměstnání (pracoval jako bagrista, vulkanizér či vedoucí trafiky). I přesto se věnoval vědecké práci, zpracovával například historii textilního průmyslu v Ústí nad Orlicí. V roce 1984 odešel do invalidního důchodu.
Během sametové revoluce se podílel na zakládání královéhradeckého Občanského fóra, později přešel obnovovat místní ČSSD. V roce 1990 se vrátil na Pedagogickou fakultu v Hradci Králové. V letech 1990 až 1991 se stal vedoucím katedry historie téže fakulty. V roce 1992 se stal prorektorem pro vědu a zahraniční styky.
Dne 29. listopadu 1994 Vladimír Lesák umírá.

## Lesákova knihovna
V roce 1995 vznikla studijní knihovna tehdejší Katedry historie na Vysoké škole pedagogické v Hradci Králové. Základ knižních sbírek byl vytvořen vykoupenou pozůstalostí Vladimíra Lesáka, po kterém byla knihovna nakonec pojmenována – Lesákova knihovna. Později knihovna přešla pod nově vzniklou Filozofickou fakultu UHK a byla rozšířena o knihy z dalších vědních oborů.

## Dílo
Vladimír Lesák se věnoval zejména dějinám dělnického hnutí, zabýval se osobnostmi sociální demokracie, dělnickým a sociálně demokratickým hnutím v období Rakouska-Uherska. Během normalizace se pak věnoval regionální historii a historii textilního průmyslu. Publikoval i v Českém časopise historickém.